# Rory de Groot
Rory de Groot (Rotterdam, 30 mei 1983) is een Nederlands theatermaker en voormalig voetballer.

## Biografie

### Voetbalcarrière
De Groot doorliep de gehele jeugdopleiding van Feyenoord. Hij speelde meestal rechtsback. In het seizoen 2002/03 was hij aanvoerder van het beloftenteam van de Rotterdammers. Om ervaring op te doen werd hij door Bert van Marwijk meegenomen naar een vriendschappelijk toernooi in Japan, waar hij op 4 juni 2003 zijn onofficiële debuut maakte voor Feyenoord een door, in een wedstrijd tegen Urawa Red Diamonds, in de 69e minuut in te vallen voor de Zuid-Koreaan Song Chong-Gug. Toch zou hij nooit officieel debuteren voor de stadionclub.
In de zomer van 2003 werd De Groot verhuurd aan SBV Excelsior om ervaring op te doen. Hier wist hij echter niet te imponeren en kwam in zijn eerste seizoen niet verder dan twee korte invalbeurten. Ook het jaar erop werd hij gestald bij Excelsior, maar dat seizoen kwam hij geheel niet tot spelen. Excelsior wilde hierop van de speler af. In december 2004 ging hij op stage bij FC Dordrecht en toen dat niet in een contract resulteerde, keerde hij in januari 2005 terug bij Jong Feyenoord waar zijn contract aan het einde van het seizoen niet verlengd werd.

### Theatercarrière
Ondertussen was De Groot na het vwo Theater-, Film- en Televisiewetenschappen gaan studeren aan de Universiteit Utrecht. Toen hij stopte met voetballen deed hij auditie voor de Toneel- en Kleinkunst Academie Amsterdam waar hij aangenomen werd. Tijdens zijn studietijd speelde hij bij het comedygezelschap Comedy Explosion met onder andere Claudia de Breij en Javier Guzman. In 2007 had hij in De Nieuwste Show van BNN een wekelijks item onder de titel Rory's trainingskamp, waarin hij sport en politiek verbond.
In 2009 studeerde hij af en speelde vervolgens in diverse voorstellingen van het Noord Nederlands Toneel en maakte hij, via het productiehuis Grand Theatre Groningen, twee eigen voorstellingen, Sissy Fuzz en Shtick. Daarna speelde hij bij Productiehuis Rotterdam en theatercollectief De Theaterstraat in Amsterdam-Noord. In 2012 maakte De Groot voor Productiehuis Rotterdam de semi-autobiografische solovoorstelling Hand in hand, waarin het leven van jonge talenten bij Feyenoord centraal staat. Het programma werd geregisseerd door Ria Marks. Op 8 januari 2013 kwam hij in het nieuws nadat hij een voorstelling had afgelast vanwege bedreigingen van Ajax-supporters.

## Programma's
- Achterlanden (oktober-december 2009; met Noord Nederlands Toneel)
- Elf minuten (februari-juni 2010 en september 2010; met Noord Nederlands Toneel)
- Sissy Fuzz (juni 2010; met Peter Vandemeulebroecke)
- Alice in wonderland (september-december 2010; met Noord Nederlands Toneel)
- Shtick (november 2011-januari 2012; met Robert van der Tol)
- Hand in hand (2012-2013; solovoorstelling)
- Zwarte Voeten (2014-2015)